# Cyrtandra occulta
Cyrtandra occulta är en tvåhjärtbladig växtart som beskrevs av Albert Charles Smith. Cyrtandra occulta ingår i släktet Cyrtandra och familjen Gesneriaceae. Inga underarter finns listade i Catalogue of Life.